# Barbora Neckářová
Barbora Neckářová est une joueuse de volley-ball tchèque, née le 14 septembre 1993 à Rokycany. Elle mesure 1,78 m et joue au poste de réceptionneuse-attaquante. 

## Clubs
| Club            | De        | À         |
| --------------- | --------- | --------- |
| VK Rokycany     | 2005-2006 | 2009-2010 |
| PVK Olymp Praha | 2010-2011 | 2012-2013 |
| VC Weert        | 2013-2014 | …         |